# 京都市図書館
京都市図書館（きょうとしとしょかん）は、京都府京都市にある京都市立の公共図書館の総称。

## 概要

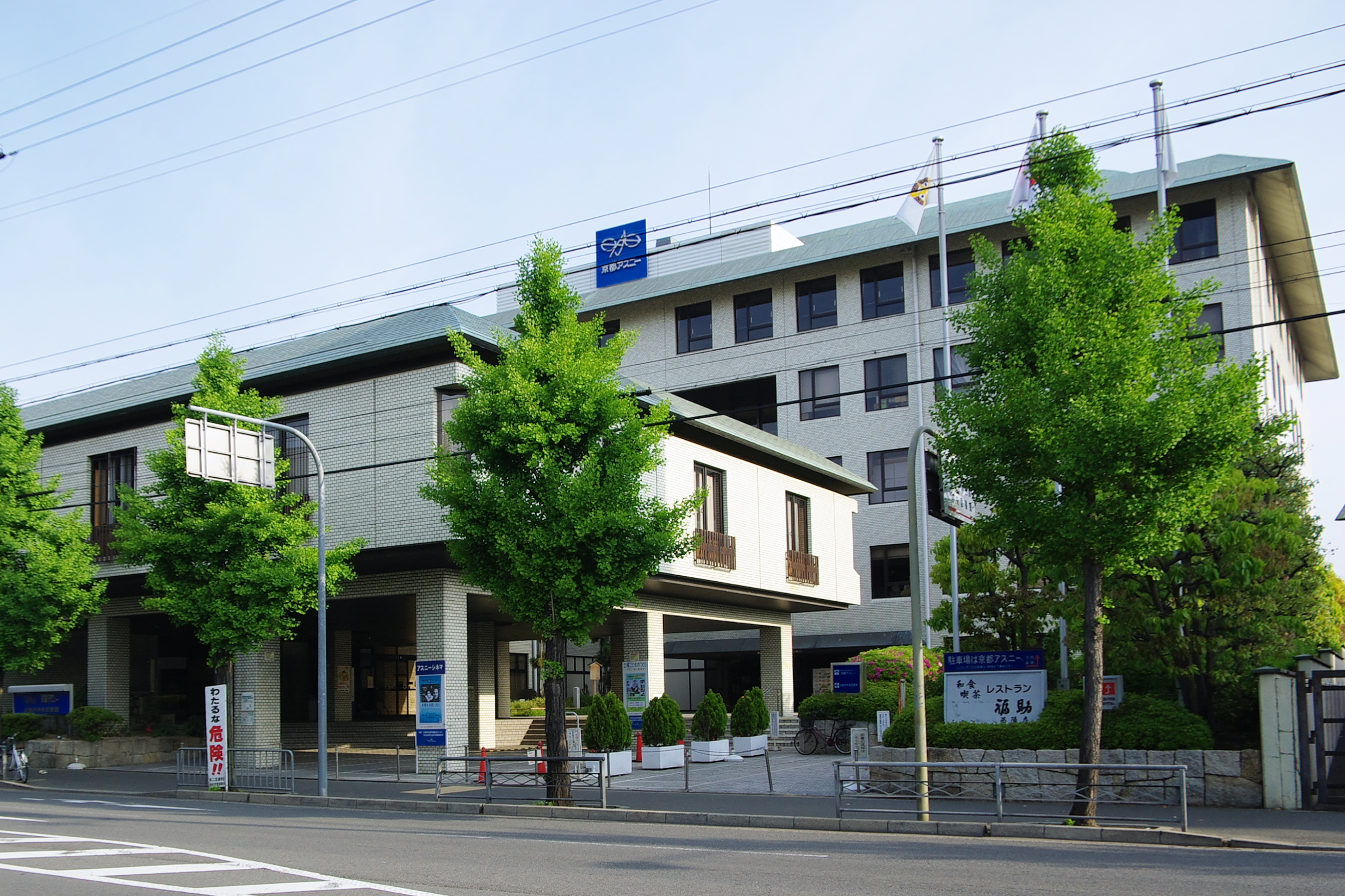
京都市中央図書館（写真左）

京都市が管理運営する図書館には、4館の中央図書館と14館の地域図書館、地域開放型学校図書館、移動図書館を合わせて合計20館がある。中央図書館に移動図書館「こじか号」が1台配置されており、近くに図書館のない39地域を月1回のペースで巡回している。また、地下鉄東西線京都市役所前駅（改札口）、京北自治振興会図書館内（京北合同庁舎2階）、地下鉄烏丸線北大路駅（南改札口付近）、阪急京都線烏丸駅（西改札口付近）に返却ポストが設置されている。
資料は、誰でも無料で自由に閲覧・視聴できる。ただし、資料を借りるには図書館カードが必要である。カードの作成は京都市、宇治市、大津市の市民と京都市内への通勤・通学者に限られ、カードがあれば1人10点まで（内、視聴覚資料は2点まで）2週間借りることができる。そして返却は、視聴覚資料を除き、京都府立図書館を含む貸出した館以外での返却も可能である。2006年から図書館カードのパスワードを登録しておけばインターネットによる予約が出来るようになった。
図書館法に基づき京都市図書館協議会が設置されている。貸出・収集などの業務はコミュニティプラザ深草図書館と移動図書館を除いて京都市生涯学習振興財団が受託しているが、図書館の本格的な業務委託として日本で最初期のものにあたる。司書は役職名と別に、主任司書、上級主幹司書などの肩書が用いられている。

## 沿革
- 1950年 - 移動図書館「青い鳥号」号使用開始
- 1951年 - 京都市社会教育会館設置
- 1952年 - 京都市社会教育会館山科分館設置
- 1964年 - 移動図書館「こじか号」使用開始（「青い鳥号」廃車）
- 1970年 - 移動図書館「こじか号」2代目使用開始
- 1973年 - 移動図書館「洛東号」使用開始
- 1974年 - 移動図書館「こじか号」3代目使用開始
- 1978年 - 京都市社会教育会館左京分館設置
- 1979年 - 京都市社会教育会館南分館設置
- 1981年 - 京都市中央図書館設置、京都市社会教育会館は下京図書館として、各分館は山科図書館、左京図書館、南図書館として発足、さらに下京図書館、北図書館を設置
- 1982年 - 醍醐図書館、右京図書館、東山図書館を設置
- 1985年 - 移動図書館「こじか号」4代目使用開始、西京図書館設置
- 1986年 - 向島図書館設置、移動図書館「橘号」使用開始（「洛東号」廃車）
- 1987年 - 洛西図書館、伏見中央図書館設置
- 1990年 - 久我のもり図書館設置
- 1992年 - 吉祥院図書館設置、移動図書館「こじか号」5代目使用開始
- 1995年 - 岩倉図書館設置
- 1997年 - 醍醐中央図書館設置
- 1998年 - 久世ふれあいセンター図書館設置
- 1999年 - 子育て図書館設置
- 2002年 - 移動図書館「橘号」廃車、「こじか号」6代目使用開始、京都市図書館ホームページ開設
- 2003年 - 深草図書館設置
- 2006年 - インターネット予約開始
- 2008年 - 右京図書館閉館、右京中央図書館開館
- 2017年 - 「こじか号」7代目使用開始

## 一覧
| 図書館名                     | 蔵書数    | 住所                                                |
| ---------------------------- | --------- | --------------------------------------------------- |
| 京都市中央図書館             | 294,581冊 | 中京区聚楽廻松下町9-2                               |
| 移動図書館                   | 13,502冊  | 中京区の中央図書館内                                |
| 京都市右京中央図書館         | 272,730冊 | 右京区太秦下刑部町12 サンサ右京3階                  |
| 京都市伏見中央図書館         | 160,393冊 | 伏見区今町659-1                                     |
| 京都市醍醐中央図書館         | 232,141冊 | 伏見区醍醐高畑町30-1 パセオ・ダイゴロー西館4階      |
| 京都市北図書館               | 72,511冊  | 北区紫野雲林院町44-1 北合同福祉センター2階          |
| 京都市左京図書館             | 75,664冊  | 左京区高野西開町5 左京合同福祉センター2階           |
| 京都市岩倉図書館             | 59,573冊  | 左京区岩倉下在地町16                                |
| 京都市東山図書館             | 58,022冊  | 東山区清水五丁目130-8 東山区総合庁舎南館2階         |
| 京都市山科図書館             | 67,645冊  | 山科区竹鼻四丁野町34-1 山科合同福祉センター4階      |
| 京都市下京図書館             | 83,996冊  | 下京区新町通松原下ル富永町110-1                     |
| 京都市南図書館               | 56,318冊  | 南区東九条南山王町5-5                               |
| 京都市吉祥院図書館           | 65,254冊  | 南区吉祥院池田町1 塔南高校東館1階                   |
| 久世ふれあいセンター図書館   | 41,027冊  | 南区久世築山町328 久世ふれあいセンター1階           |
| 京都市西京図書館             | 57,303冊  | 西京区山田大吉見町20-3                              |
| 京都市洛西図書館             | 64,824冊  | 西京区大原野東境谷町2-1-2 洛西総合庁舎1階           |
| 京都市向島図書館             | 60,067冊  | 伏見区向島二ノ丸町151-35                            |
| 京都市醍醐図書館             | 62,130冊  | 伏見区石田西ノ坪1-2 東余熱利用センター2階           |
| 京都市久我のもり図書館       | 64,993冊  | 伏見区久我東町216 久我の杜生涯学習プラザ1階         |
| こどもみらい館子育て図書館   | 27,869冊  | 中京区間之町通竹屋町下る楠町601-1 こどもみらい館3階 |
| コミュニティプラザ深草図書館 | 28,360冊  | 伏見区深草西伊達町82-3 京都市立深草小学校内         |

- 注意：移動図書館と深草図書館については利用方法が異なる。
- この表における北図書館から吉祥院図書館、西京図書館から久我のもり図書館まで、法令上は京都市中央図書館の分館の扱いである[5]。
- こどもみらい館の図書館は「京都市子育て支援総合センター」が行うさまざまな事業の一として図書館を行っているものである。
- 深草図書館は、学校図書館を地域に開放しているもので、京都市立深草中学校学区、京都市立藤森中学校学区在住者以外は館内閲覧のみの利用となっている[6]。ただし、9類の一部は両学区在住者も含め貸出を行っていない。他館所蔵資料の返却は両学区の住民以外であっても可能である。なお、当館の資料は他館のOPACおよびWebOPACには表示されない仕様となっている。

## 北図書館
京都市北図書館（きょうとしきたとしょかん）は、京都市北区の合同福祉センター内の2階にある京都市図書館の分館である。
1階には授乳施設「さくさく工房」と紫野児童館があり、3階には老人福祉センターを併設している。主に一般書、児童書があり、雑誌や新聞も配架している。トイレと図書検索機 (OPAC) の設置している。バリアフリー設備として、多機能トイレ（車いす対応）、卓上型ヒアリングループが整備され、あかちゃん用設備として、おむつ替えシート、授乳スペース（職員への声掛け必要）も配備されている。

### サービス
館外貸出
10冊まで2週間
開館時間
平日：9時30分 - 19時00分（児童だけの利用は9時30分 - 17時00分）
土曜・日曜・祝日・休日・12月28日：9時30分 - 17時00分
休館日
火曜日（火曜日が祝日・休日のときはその翌平日）
年末年始

### 立地
近隣には大徳寺や船岡山などの名所旧跡もあり、学校施設も多く、交通の便のある街中に位置している。